# Dunvant
Dunvant är en community i Storbritannien.   Den ligger i kommunen Swansea och riksdelen Wales, i den södra delen av landet, 270 km väster om huvudstaden London.
Dunvant ligger i den västra utkanten av staden Swansea.